# Bedřich Kružík
Bedřich Kružík (14. února 1909 Třebíč – 3. září 1971 Třebíč) byl český holič, voják-navigátor, dělník a politický vězeň.

## Biografie
Bedřich Kružík se narodil v roce 1909 v Třebíči, jeho otcem byl pekař. Vystudoval základní školu a vyučil se holičem/kadeřníkem. Nastoupil na vojenskou základní službu k letectvu v Olomouci. Od roku 1937 pracoval ve Zlíně ve firmě Baťa. Měl být vyslán do indické pobočky společnosti, ale byl hned na počátku okupace povolán do armády na vojenské cvičení. Až do července roku 1938 působil v Opavě u leteckého pluku. V srpnu roku 1938 se vrátil do zaměstnání a odjel do Indie. Spolu s Josefem Pospíšilem se v dubnu roku 1939 přihlásil do československé armády a v lednu roku 1940 společně odjeli do Velké Británie. V únoru roku 1940 dopluli do Gibraltaru a následně do Británie. Následně byl Kružík vyslán bojovat do Francie, kde působil až do kapitulace Francie, po ní se vrátil zpět do Británie.
V lednu roku 1941 po dokončení výcviku se dostal do československé letky 68. perutě. Byl navigátorem RAF, v jednotce zůstal až do dubna roku 1945. Po skončení druhé světové války odešel z RAF a přešel do československé armády v Československu. V československé armádě působil do roku 1953, následně byl z politických důvodů degradován a propuštěn. V únoru 1953 byl odsouzen na 9 let nucených prací v jáchymovských uranových dolech. Propuštěn byl v roce 1960 na amnestii prezidenta republiky. Po návratu do Třebíče pracoval v Západomoravských strojírnách.
Zemřel roku 1971.

## Ocenění
Obdržel 3x Československý válečný kříž 1939, 2x Československou medaili Za chrabrost, 2x Československou medaili Za zásluhy, Pamětní medaili 1939–1945, The France and Germany Star, The George VI. R.I. Star 1939–1945, The Defence Medal 1939–1945, The Medal of India 1939–1945 a Croix de guerre. Jeho jméno je uvedeno na pamětní desce letcům na třebíčské radnici. Jeho osudem se zabývá kniha Šest statečných vydaná v roce 2016. Roku 2001 obdržel in memoriam Pamětní plaketu k výročí založení kláštera 1101–2001.
Dne 3. září 2019 byla na jeho počest slavnostně odhalena pamětní deska na budově Borovinské továrny nedaleko ekocentra Alternátor. O spolupráci s Bedřichem Kružíkem promluvil Karel Picmaus, setkání se účastnili Richard Horký, Pavel Pacal, Hana Žáková, Monika Oborná nebo Pavel Franěk. V ekocentru alternátor je vystavena uniforma Bedřicha Kružíka a jeho hodinky.